# Mevasseret Ẕiyyon
Mevasseret Ẕiyyon (hebreiska: מבשרת ציון) är en ort i Israel.   Den ligger i distriktet Jerusalem, i den nordöstra delen av landet. Mevasseret Ẕiyyon ligger 711 meter över havet och antalet invånare är 22 800.
Terrängen runt Mevasseret Ẕiyyon är kuperad västerut, men österut är den platt. Terrängen runt Mevasseret Ẕiyyon sluttar västerut. Runt Mevasseret Ẕiyyon är det tätbefolkat, med 982 invånare per kvadratkilometer. Närmaste större samhälle är Västra Jerusalem, 6,9 km öster om Mevasseret Ẕiyyon. Runt Mevasseret Ẕiyyon är det i huvudsak tätbebyggt.